# Коринфский, Аполлон Аполлонович
Аполло́н Аполло́нович Кори́нфский (29 августа [10 сентября] 1868, Симбирск — 12 января 1937, Калинин (Тверь)) — русский поэт, журналист, писатель, переводчик.

## Биография
Родился в Симбирске в семье дворянина Аполлона Михайловича Коринфского, бывшего городского судьи и мирового посредника. Необычную фамилию поэт получил от деда, крестьянина-мордвина Михаила Петровича Варенцова, «разыгравшего» (как писал внук) «на театре жизни роль маленького Ломоносова»: Михаил выучился грамоте у приходского дьячка, поступил в Казанскую гимназию и был послан учиться за казённый счёт в Петербургскую Академию художеств. Варенцов выучился на архитектора и при выпуске представил проект «в коринфском стиле»: присутствовавший на выпуске император Александр I дал ему потомственное дворянство и повелел отныне именоваться Коринфским.
Впоследствии многие считали литературное имя Аполлона Коринфского
многозначительным псевдонимом в стиле «чистого искусства», не подозревая, откуда в действительности такая фамилия у поэта, происходившего по прямой линии из мордовских крестьян.
Мать Аполлона Коринфского, Серафима Семёновна Волкова, умерла при его рождении, а в возрасте пяти лет он лишился и отца. Детство мальчик провёл в отцовском имении Ртищево-Каменский Отколоток Симбирского уезда. В 1879 году поступил в Симбирскую гимназию и семь лет проучился в одном классе с Владимиром Ульяновым (Лениным), есть свидетельства, что молодой Ленин бывал в доме Коринфского и пользовался его библиотекой. После гимназии одноклассники не встречались, и только в 1917 году Коринфский узнал, что его одноклассник и революционер Ленин — один и тот же человек.

### Литературная деятельность
В последнем классе Коринфский решил уйти из гимназии и заняться литературной деятельностью (по др. свед. — был исключен из гимназии за чтение «недозволенных» книг и за связь с политическими ссыльными). С 1886 года он сотрудничает в казанской периодической печати; тогда же в печати появляются его первые стихи и рассказы (под псевдонимом Борис Колюпанов). В 1889—1891 жил в Москве, где сотрудничал в журналах «Россия», «Русское богатство» и других изданиях. С 1891 года живёт в Петербурге, где работал и публиковался во многих журналах, в том числе «Наше время», «Всемирная иллюстрация»; принимал участие в редактировании журнала «Север». В 1895—1904 был помощником редактора «Правительственного вестника», работая под руководством К. К. Случевского, с которым дружил. В «Правительственном вестнике» Коринфский публиковал историко-этнографические очерки, которые затем вошли в книгу «Народная Русь. Круглый год сказаний, поверий, обычаев и пословиц русского народа» (1901). Очерки получили одобрительный отзыв А. С. Ермолова - министра земледелия и государственных имуществ, которому он посвятил вышедшую книгу. Коринфскому принадлежит ряд публикаций фольклора Поволжья («Бывальщины и Картины Поволжья», 1899 и другие). Он пропагандировал творчество писателей из народа, многие годы дружил с С. Д. Дрожжиным. Коринфский также выступал как переводчик: переводил Гейне, Кольриджа, Мицкевича, Шевченко, Янку Купалу (с которым был знаком).

### Поэзия
С 1894 года начинают публиковаться книги стихов Аполлона Коринфского — «Песни сердца» (1894), «Чёрные розы» (1896), «На ранней зорьке» (для детей, 1896), «Тени жизни» (1897), «Гимн красоте» (1899), «В лучах мечты» (1905), «Песни голи и бедноты» (1909) и другие. Книги Коринфского имели успех среди читателей и неоднократно переиздавались. Поэзию А. А. Коринфского обычно сравнивали с творчеством А. К. Толстого, Л. А. Мея, А. Н. Майкова; сам он считал себя наследником А. К. Толстого. Многие его стихи посвящены деревенской жизни, истории Руси, былинным героям; в некоторых звучат мотивы народничества, сочувствия к тяжёлой жизни крестьян и бурлаков.
Улыбается солнце… До ясных небес

С нивы песня доносится женская…

Улыбается солнце и шепчет без слов:

«Исполать тебе, мощь деревенская!..»

(«В полях», 1892)
Большое впечатление производит стихотворение Коринфского «Святогор» (1893). В 1905 году Коринфский написал сатирическое, построенное на игре рифм, но вызванное происходящими вокруг событиями стихотворение «Столичные рифмы».
Критические отзывы о поэзии А. А. Коринфского зачастую были достаточно суровы. Так, В. Я. Брюсов писал: «В груде стихотворных томов г. Коринфского мерцает огонёк поэтического воодушевления, но он еле теплится, редкие художественные строчки разделены целыми десятками трафаретных стихов; отдельные яркие образы вправлены в тусклые, ремесленно задуманные пьесы». А. Л. Волынский в рецензии на сборник «Чёрные розы» назвал Коринфского «посредственным версификатором», который пишет «не без расчёта на декадентские запросы современных читателей». И. А. Бунин, который одно время дружил с Коринфским, впоследствии отзывался о нём с иронией («жизнь в каком-то ложно-русском древнем стиле… в квартирке бедной и всегда тёпло-сырой, всегда горит лампадка, и это опять как-то хорошо, пошло связывается с его иконописностью…»).

### Последние годы
Коринфский с радостью встретил Февральскую революцию, но был резко настроен против большевиков, в советской жизни оказался чужим. В 1921 году он писал Дрожжину: «…не пишу почти ничего, совершенно придавленный и растерзанный в клочки проклинаемой всеми жизнью при современном архинасильническом режиме». Работал в издательствах, школьным библиотекарем.
14 ноября 1928 года был арестован вместе с другими участниками литературного кружка, где состоял с 1922 года. 13 мая 1929 года признан виновным в «антисоветской агитации» и на три года лишён права проживать в Ленинграде. Коринфский нашёл работу в Твери, где остался до самой смерти, работая корректором в типографии. Одной из последних его публикаций оказались мемуары о В. И. Ленине, напечатанные в 1930 году в газете «Тверская правда». Реабилитирован в 1994.

### Проза
- Коринфский А. А. Поэзия К. К. Случевского. — СПб.: Изд. П. П. Сойкина, 1899. — 87 с.
- Коринфский А. А. Д. Н. Садовников и его поэзия. — СПб.: Изд. П. П. Сойкина, 1900. — 112 с.
- Коринфский А. А. Народная Русь: Круглый год сказаний, поверий, обычаев и пословиц русского народа. — 1-е изд. — М.: Изд. книгопродавца М. В. Клюкина, 1901. — XII, 723 с.
  - Коринфский А. А. Народная Русь: Круглый год сказаний, поверий, обычаев и пословиц русского народа. — М.: Московский рабочий, 1994. — 560 с.
- Коринфский А. А. Пасха царя Алексея: Исторический рассказ. — М.: Изд. книгопродавца М. В. Клюкина, 1901. — 15 с.
- Коринфский А. А. Трудовой год русского крестьянина: I. Засевки. — М.: Изд. К. Тихомирова, 1904. — 37 с.
- Коринфский А. А. Трудовой год русского крестьянина: III. Сенокос. — М.: Изд. К. Тихомирова, 1904. — 16 с.
- Коринфский А. А. Трудовой год русского крестьянина: IV. Озимая запашка. — М.: Изд. К. Тихомирова, 1904. — 16 с.
- Коринфский А. А. Трудовой год русского крестьянина: V. Рост хлебов. — М.: Изд. К. Тихомирова, 1904. — 20 с.
- Коринфский А. А. Трудовой год русского крестьянина: VI. Зажинки. — М.: Изд. К. Тихомирова, 1904. — 24 с.
- Коринфский А. А. Трудовой год русского крестьянина: VII. Сноповоз. — М.: Изд. К. Тихомирова, 1904. — 16 с.
- Коринфский А. А. Трудовой год русского крестьянина: VIII. Замолотки. — М.: Изд. К. Тихомирова, 1904. — 19 с.
- Коринфский А. А. Трудовой год русского крестьянина: X. Зазимки. — М.: Изд. К. Тихомирова, 1904. — 16 с.

### Переводы
- Баумбах Р. Песни Баумбаха / [Пер. с нем. и предисл. А. А. Коринфского]. — 2-е, дополненное изд.. — СПб.: Изд. А. А. Филиппова, 1912. — 218 с.
- Купала Я. Избранные стихотворения в переводах русских поэтов / Собрал и редактировал Ив. Белоусов. — М.: Тип. Кожевенно-обувн. отд., 1919. — 112 с.
- Шевченко Т. Г. „Кобзарь“. В переводе русских писателей: Н. В. Берга, И. А. Бунина, И. А. Белоусова, Ф. Т. Гаврилова, Н. В. Гербеля, В. А. Гиляровского, Е. П. Гославского, Н. Н. Голованова, С. Д. Дрожжина, В. В. Крестовского, П. М. Ковалевского, А. А. Коринфского, Л. А. Мея, М. И. Михайлова, С. А. Мусина-Пушкина, А. А. Монастырского, А. Н. Плещеева, Н. Л. Пушкарёва, И. Д. Радионова, И. З. Сурикова, П. А. Тулуба, А. Шкаффа и др. / Редакция Ив. Ал. Белоусова. — Изд. 2-е, значительно дополненное и исправленное. — СПб.: Изд. товарищества „Знание“, 1906. — 402 с.